# Respectable
"Respectable" er en sang fra The Rolling Stones, og var fra deres 1978 album Some Girls, og den blev skrevet af Mick Jagger og Keith Richards.  
Indspillet fra oktober gennem december, 1977, blev ”Respectable” originalt skrevet af Mick Jagger til at være en langsom sang, men guitarist Richards så fordelen i at øge tempoet, og lavede den om til en rock sang. Dette resulterede i en diskussion mellem Jagger og Richards over sangens tempo . 
Teksten fortæller om en kvinde (højst sandsynlig den forhenværende Mrs. Jagger, Bianca Jagger ), der kommer ind i det fine selskab, og Jaggers forsøg på at minde hende om hvor hun stammer fra. Jagger sagde på tidspunktet for dens udgivelse:”  ”Respectable” startede virkelige bare som en sang i mit hoved om, hvor respekterede vi som bandet kunne forventes at være. ”Vi er så respekteret”. Da jeg gik videre med sangen, fandt jeg på tingene og tilpassede dem til sangen. ” Now we're respected in society” (nu er vi respekteret i de fine kredse)… mente jeg i virkelig bandet. Min kone er en meget ærlig person, og sangen er ikke om hende… den er meget rock ’n’ roll. Det er ikke som (Bob Dylan)s ”Sara”. ”Respectable” er meget åbenhjertig, når du hører den. Det er derfor jeg ikke kan lide at skille versene fra musikken. Fordi når du hører den blive sunget, er det ikke den måde den er, det er den måde vi gør den til .”
| Citat | Well now you're a pillar of society; You don't worry about the things that you used to be; You're a rag-trade girl, you're the queen of porn; You're the easiest lay on the White House lawn; Get out of my life, don't come back | Citat |
|       | |       |

”Respectable” er en af sangene på Some Girls hvor det kun er The Stones, alle fem daværende medlemmer af bandet, der spillede deres respektive instrumenter, plus Jagger på guitar. Om Jaggers medvirkende på guitar sagde Richards:” Dette var en af de første gange vi lod ham spille med på guitar. Han er en virkelig god rytme spiller, men, han havde jo også en god lærer . ”
”Respectable” blev udgivet som single i Storbritannien, den 15. september 1978, hvor den fik en 23. plads på UK Singles Chart. 

### Fodnote
1. 1 2  Respectable by The Rolling Stones Songfacts
2. 1 2  Respectable